# Monte Andrea
Monte Andrea, altrimenti conosciuto come Montandrea (Firenze, XIII secolo – ...), è stato un poeta italiano.

## Biografia
Fu uno dei principali seguaci della scuola guittoniana, della quale spinse fino agli estremi lo sperimentalismo formale ed il linguaggio difficile ed oscuro.
Si sa molto poco della sua vita. Certamente fu esiliato da Firenze fra il 1267 e il 1274, rifugiandosi a Bologna, per la sua appartenenza ai guelfi. Fu forse banchiere ma durante la sua vita ebbe probabilmente problemi economici. Appare nella lista degli abitanti della parrocchia di Santa Maria sopr'Arno.

## Opere e stile
Ci restano 11 canzoni e più di 100 sonetti, pervenutici grazie al Canzoniere Vaticano latino 3793.
La maggior parte del corpus di cui siamo in possesso risulta essere di rime di corrispondenza. Non mancano, specialmente nel periodo bolognese (in cui al dibattito politico si sommava anche la nostalgia per la patria lontana), componimenti di argomento civile e politico, magari proprio in forma di tenzone (come quella, composta da 17 sonetti, che lo vide contrapposto ad alcuni poeti ghibellini sulla discesa di Carlo I d'Angiò in Italia; oppure il sonetto Non isperate, ghebelin', socorso per l'alezion ch'è fatta ne la Magna!). Introdusse inoltre elementi di lirismo personale, come per esempio lamentazioni per la sua povertà (il sonetto Di sotto son confitto ne le rote), anticipando in questo stile e temi di poeti come Cecco Angiolieri e Rustico Filippi.
I suoi componimenti, come già detto, sono "viziati" da un raffinatissimo e quanto mai oscuro trobar clus, quasi senza pari fra i suoi contemporanei, e da uno sperimentalismo formale che ha portato, specialmente nel caso dei sonetti, a strutture macroscopiche e distorcenti (sonetti caudati, ritornellati, raddoppiati, rinterzati, sonettesse...).